# ハオコゼ
ハオコゼ（葉鰧、葉虎魚、Paracentropogon rubripinnis）は、カサゴ目ハオコゼ科に属する海水魚。

## 形態
成魚の体長は10〜12cm。側面形は寸が詰まり体高が大きい。頭部は体長のわりに大きく、口吻は短くずんぐりとしている。背鰭が前方に向かって頭部にまで伸び鶏冠のように発達し、櫛状の鰭条は毒腺になっている。

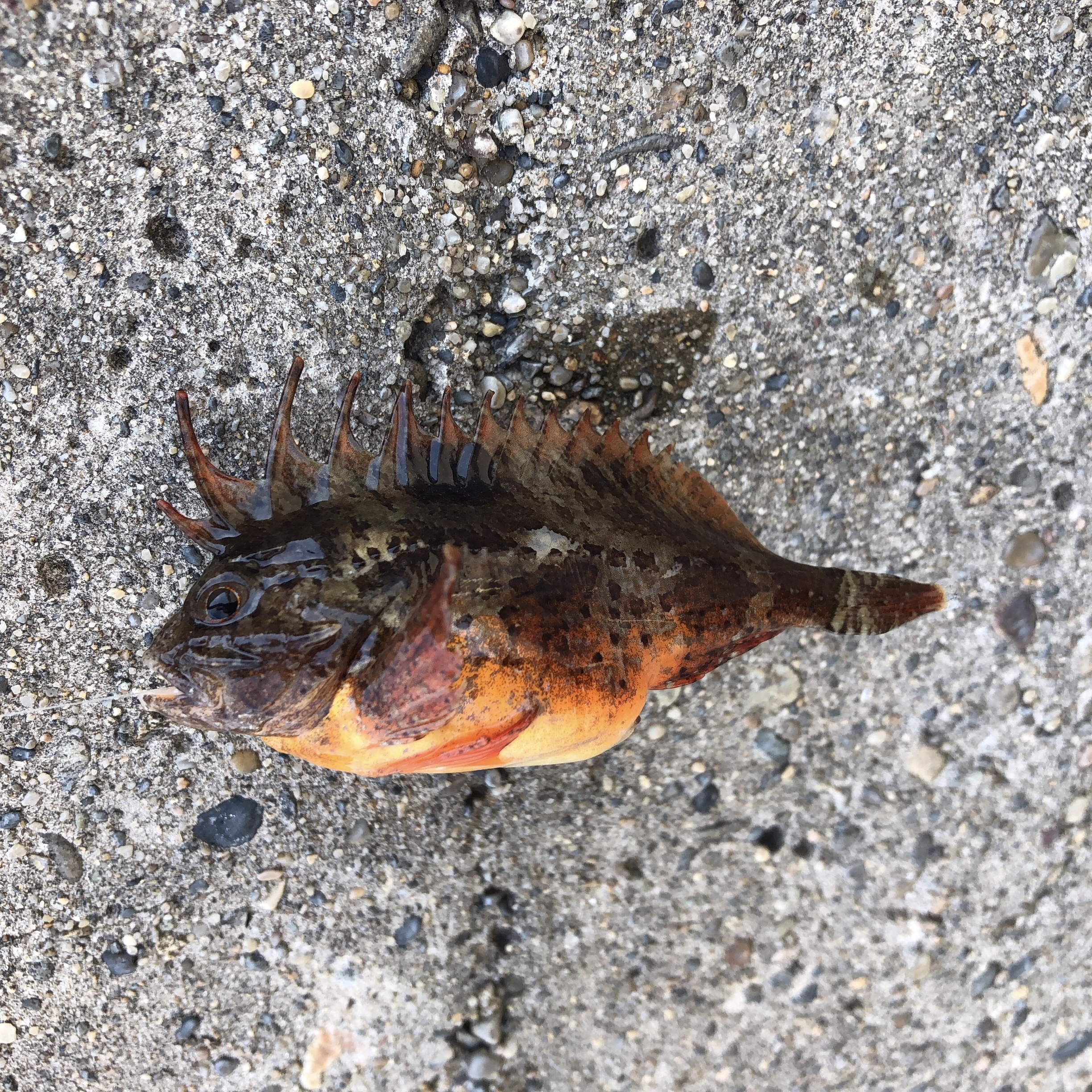
ハオコゼ 2018.7.12 鹿島港

体色は白、赤、黒、褐色が鮮やかな地図状に入り交じって保護色をなしており、それらがまた無数の個体変異を示す。
和名は上記のようなその姿が紅葉の葉を彷彿とさせることに由来する。水揚げの際背びれを歯のように立てることから「歯オコゼ」という語源を持っているという説もある。

## 生態
函館市の一部、本州以南の日本各地、朝鮮半島の浅い岩礁や潮間帯に生息する。特に岩や水草などの障害物のある場所に多い。稚魚〜幼魚は潮だまりなどでもみられる。
肉食性で、無脊椎動物や他の小型魚類、エビ類を捕食する。
防波堤釣りの外道として釣れることが多く、また潮だまりでもしばしば目にするが、他のオコゼ類同様、背鰭の棘に毒があり、刺されるとひどく痛む。腹鰭と臀鰭の棘にも毒がある。

## 人間との関係

### 観賞魚
色が赤く、小さくてかわいらしいので水族館ではよく飼われる。小型で食性や適合水温もデリケートではないため、場所や餌代がかからず飼育は容易である。

### ハオコゼ料理
手間と危険を伴うが、毒のある背鰭を取り除けば（小さな魚であるため非常に危険）、食材としても活用できる。唐揚げで食べられるケースが一般的である。ハオコゼは白身で美味な魚である。しかし、サイズが小さく背鰭に毒も有するため捌くのに手間が掛かり、可食部分も少ないため、通常は食用とされず捨てられることが多い。
タンパク質毒素及び酵素は高温で揚げると変性するため、生の状態では除去し難い背鰭はあえて残して調理時の安全性を確保する。揚げ調理をすることで熱変性により無毒化が可能だが、加熱不足などによる万が一があってはならないため、背鰭付近は触らずに、筋肉（身）とそれに付随する皮膚だけを食べるのが望ましい。